# Renhold Castle
Renhold Castle, auch Renhold Ring, Howbury, Waterend Farm, Hill Farm oder Addinggreves genannt, ist eine abgegangene Burg im Dorf Renhold im englischen Verwaltungsbezirk Borough of Bedford.
Renhold Castle war eine hölzerne Motte, die von einem Graben umgeben war. Von der Burg, die 6,5 km östlich von Bedford Castle und 1,6 km südlich von Great Barford Castle lag, sind heute nur noch Erdwerke erhalten. Sie gelten als Scheduled Monument.